# مسجد شاه (اصفهان)
مسجد جامع عباسی که به نام مسجد سلطانی نیز شهرت دارد در دوره صفویه به نام مسجد شاه خوانده می‌شد ولی بعد از انقلاب ۱۳۵۷ نام رسمی‌اش را به مسجد امام تغییر دادند. این بنا مهم‌ترین مسجد تاریخی اصفهان و یکی از مساجد میدان نقش جهان است که در طی دوران صفوی ساخته شد و از بناهای مهم معماری اسلامی ایران به‌شمار می‌رود. این بنا شاهکاری از معماری، کاشی‌کاری و نجاری قرن یازدهم هجری به حساب می‌آید. مسجد شاه در تاریخ ۱۵ دی ۱۳۱۰ با شمارهٔ ثبت ۱۰۷ به‌عنوان یکی از آثار ملی ایران به ثبت رسیده است و همراه با میدان نقش جهان، به عنوان میراث جهانی یونسکو ثبت شده است.
ساخت این مسجد که در ضلع جنوبی میدان نقش جهان قرار دارد، در سال ۱۰۲۰ هجری به فرمان شاه عباس یکم، در بیست و چهارمین سال سلطنت وی، شروع شد و تزئینات و الحاقات آن در دورهٔ جانشینان او به اتمام رسید. شاه عباس مسجد را برای شادی روح جدش، شاه طهماسب بنا نمود.
معمار مهندس مسجد شاه، استاد علی‌اکبر اصفهانی و ناظر ساختمان، محب‌علی بیک الله بوده‌اند؛ و خوش‌نویسانی چون علیرضا عباسی، عبدالباقی تبریزی، محمد رضا امامی، و محمد صالح امامی در آن کتیبه نگاری کرده‌اند. مشهور است هنگام ساخت این بنا تعدادی معدن مرمر در اطراف اصفهان کشف شد که به عنوان منبعی برای تأمین مصالح مورد نیاز در ساخت مسجد مورد استفاده قرار گرفتند.

## ویژگی‌های معماری

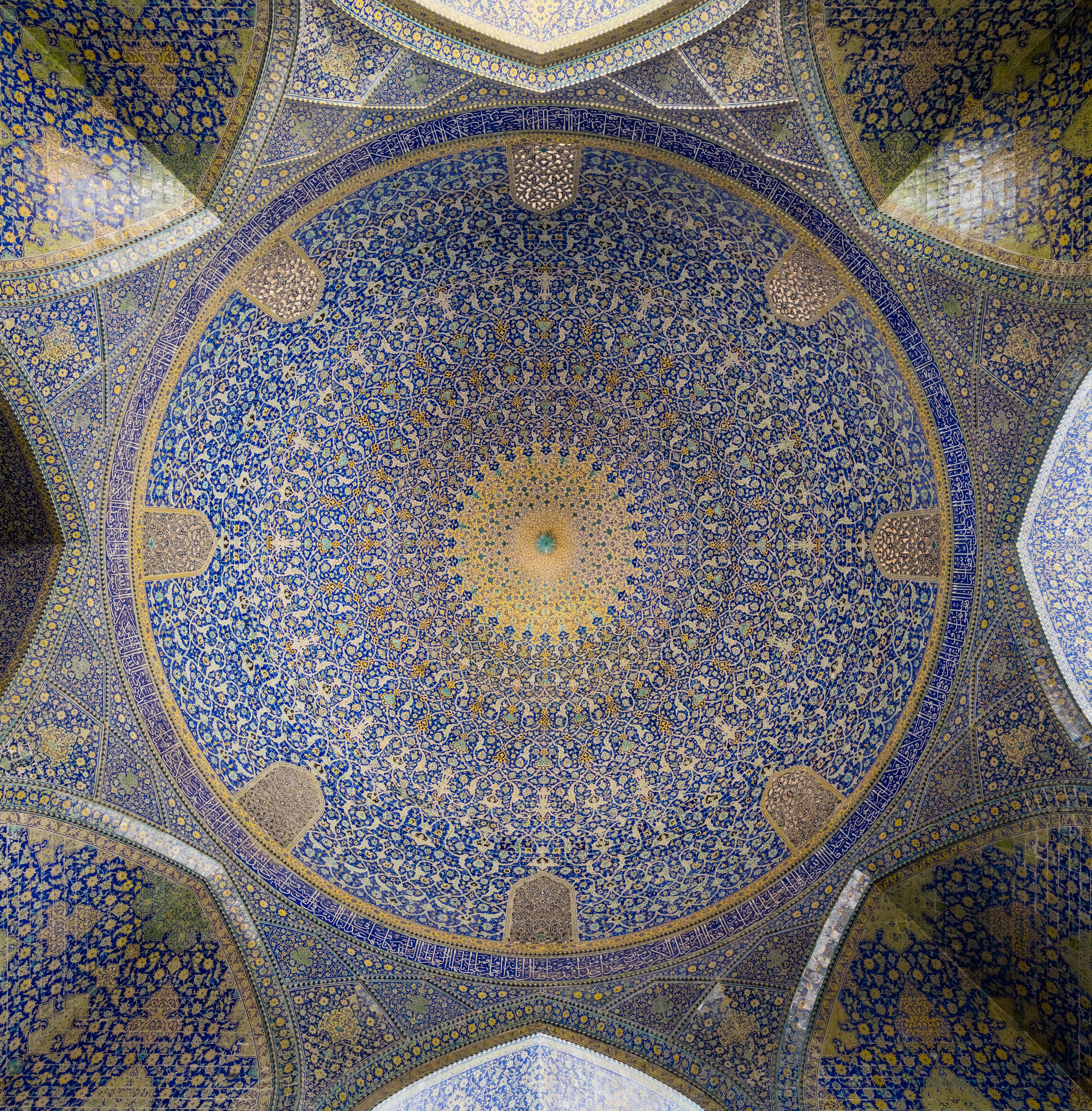
طراحی کاشی‌های سقف و زیر گنبد عظیم مسجد را رضا عباسی، استاد به نام خطاطی و مینیاتور در دوره شاه عباس خلق کرده است.

مسجد شاه از مهم‌ترین بناهای عصر صفویّه است که نام‌های دیگری مثل مسجد امام و مسجد سلطانی جدید نیز دارد. سنّت‌های شکل‌دهی، آرمان‌ها، شعایر و مفاهیم دینی، نقشه که از انواع قدیمی تر و ساده‌تر به آرامی کمال یافته، عناصر بزرگ ساختمانی و تزیینات همه در مسجد شاه تحقّق و یگانگی یافته است.
بنای کنونی در ضلع جنوبی میدان نقش جهان واقع گردیده و از نظر ویژگی‌های معماری، تزیینات غنیّ و آثار نفیس دیگر از برجسته‌ترین آثار معماری ایران است. بنای آن در سوّمین مرحله از اجرای طرح میدان نقش جهان به فرمان شاه عبّاس بزرگ (سال ۹۹۶–۱۰۳۸ق/ ۱۵۸۸–۱۶۲۹م) آغاز گردیده و در دورهٔ شاه صفی یکم (سال ۱۰۳۸–۱۰۵۲ق/ ۱۶۲۹–۱۶۴۲م) به پایان رسیده است.
قوس نیم گنبد سردر خارجی در میدان ۲۷ متر بلندی دارد و بلندی مناره‌ها در حدود ۴۲ متر است. مناره‌های بالای شبستان از آن هم بلندتر است، در حالی که گنبد روی آن بلندتر از همه قرار واقع گردیده است. جلوخان، که خود تقریباً ساختمانی است، حالتی دعوت‌کننده دارد که جمعیّت بیرو ن را به پناه، امنیّت و تجدید قوا در مسجد فرا می‌خواند.
نمای حیاط به دالان‌ها، طاقچه‌ها، توده‌های مقرنسهای روشن و نوارهای درازی از کتیبه‌های سفید درخشان آراسته است و سراسر آن از کاشی‌های هفت رنگ الوان پوشیده شده که مایه‌های آبی بر بالای پوشش زیرین مرمر با مایه‌های طلایی مستولی است. دو قابی که در دو طرف مدخل واقع شده طرح سجاده را دارد که نمازگزار بر آن نماز می‌خواند. در فاصله‌ای بیشتر حجم جالب توجه این نما، که گاه بر اثر رنگ آبی درخشانش حالتی تقریباً اثیری پیدا می‌کند.
جلوخان رو به شمال است، همچنان‌که ضرورت میدان بوده، ولی از آنجا که محراب می‌باید رو به قبله باشد (یعنی شمال شرقی به جنوب غربی) برای جلوگیری از قناس شدن سلیقه و دقت زیادی لازم بود. این مشکل با موفقیت حل شده. شخص از جلوخان وارد دهلیزی عالی می‌شود که از ویژگی‌های بناهای تاریخی ایران از زمان‌ها قدیم بوده است. این دهلیز مدور است و از این رو هیچ جهتی ندارد و می‌تواند مانند پاشنه‌ای باشد که محور بنا بر روی آن بچرخد. دهلیز رو به طاق بلند ایوان شمالی باز می‌شود و از عمق تاریک آن انسان ناگهان حیاط روشن از آفتاب را می‌بیند. در آن سوی حیاط سر در وسیع شبستان قرار دارد.
کف مسجد هیچ پله، نرده یا صفه‌ای ندارد. هیچ در بسته‌ای دیده نمی‌شود، هیچ دالان تونل مانند، جایگاه همسرایان، غلام گردشی، هیچ ساختار جداگانه‌ای مانند مذبح، هیچ فضای اختصاصی، هیچ جایگاه ممتاز وجود ندارد.

## سازندگان

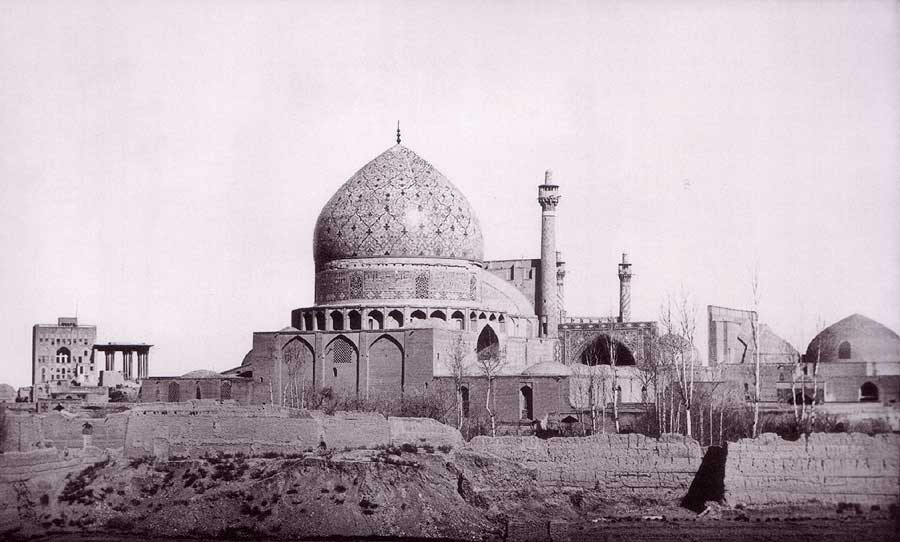
۱۲۵۱ هجری خورشیدی (۱۸۷۳ میلادی)

کتیبه سر در مسجد به خط ثلث علیرضای عباسی و مورخ به سال ۱۰۲۵ حاکی از آن است که شاه عباس این مسجد را از مال خالص خود بنا کرده و ثواب ان را به روح جد اعظم خود شاه طهماسب اهدا نموده است. در ذیل این کتیبه به خط ثلث محمد رضا امامی، کتیبه دیگری نصب شده که به موجب آن مقام معماری و مهندسی معمار مسجد شاه، استاد علی اکبر اصفهانی و ناظر ساختمان محب علی بیک‌الله تجلیل شده است.
آخرین سال تاریخی که در مسجد دیده می‌شود سال ۱۰۷۷ هجری یعنی آخرین سال سلطنت شاه عباس دوم و ۱۰۷۸ هجری یعنی اولین سال سلطنت شاه سلیمان است و معلوم می‌دارد که اتمام تزیینات مسجد در دوره جانشینان شاه عباس کبیر یعنی شاه صفی و شاه عباس دوم و شاه سلیمان صورت گرفته است.
محاسبه جهت قبله برای این بنا توسط شیخ بهائی انجام شده است. این قبله یابی که با استفاده از ابزارهای آن زمان صورت پذیرفته تنها هفت درجه با جهت واقعی قبله اختلاف دارد.

## مشخصات

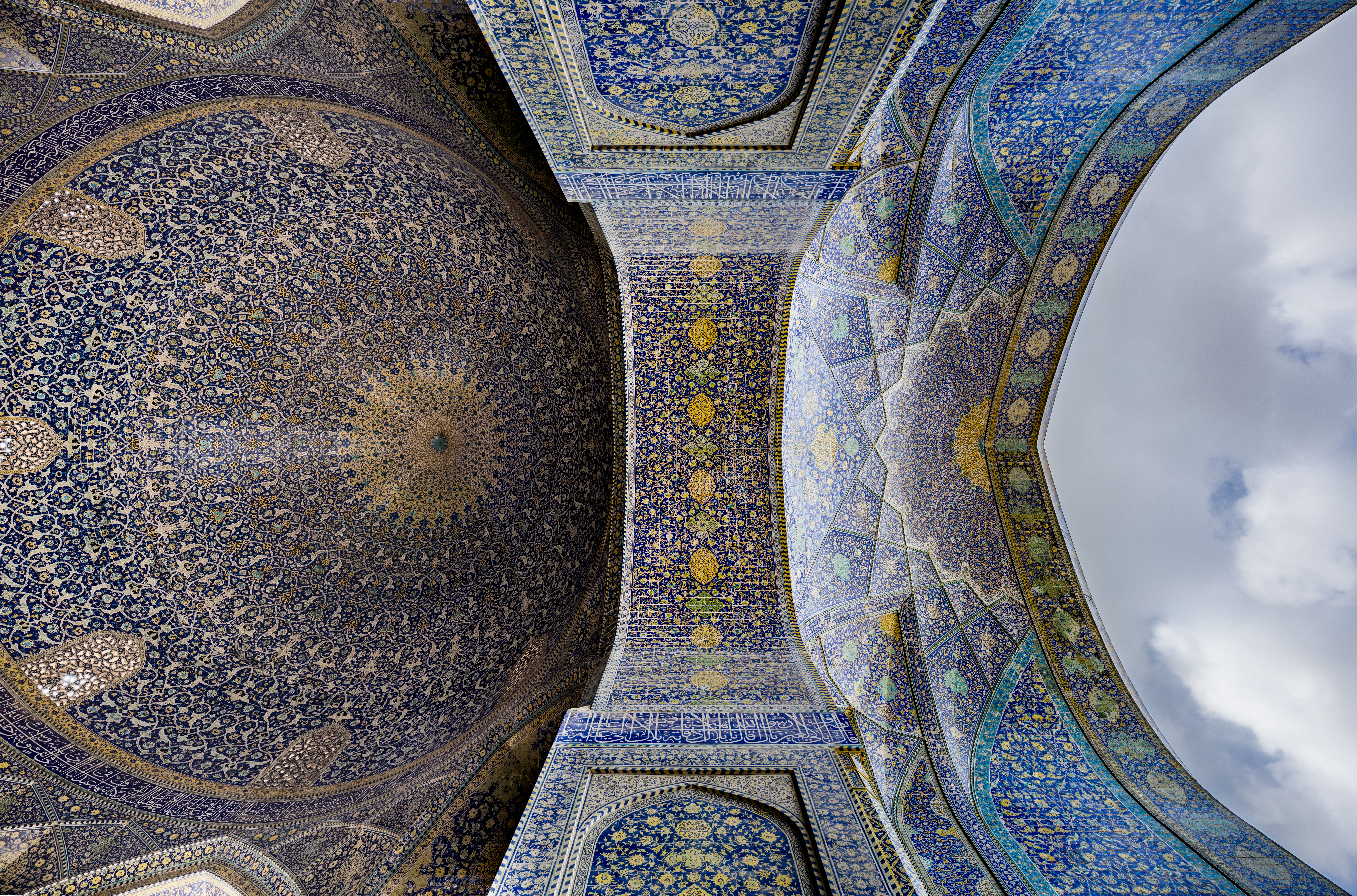
یکی از گنبدهای مسجد شاه

ارتفاع گنبد عظیم مسجد شاه ۵۲ متر و قطر ان ۲۳/۵متر و ارتفاع منارههای داخل آن ۴۸ متر و ارتفاع مناره‌های سردر آن در میدان نقش جهان ۴۰ متر است. از نکات جالب در مسجد انعکاس صوت در مرکز گنبد بزرگ جنوبی است. قطعات بزرگ سنگ‌های مرمر یکپارچه و سنگابهای نفیس، از دیگر نکات این مسجد است.
این مسجد دارای دو شبستان قرینه در اضلاع شرقی و غربی صحن است. یکی از این شبستانها (شبستان شرقی) بزرگتر اما ساده و بی‌تزیین است و دیگری (شبستان غربی) کوچکتر است اما تزییناتی با کاشی‌های خشت هفت رنگ دارد و محراب آن نیز از معروف‌ترین محرابهای مساجد اصفهان است.
در دو زاویهٔ جنوب غربی و جنوب شرقی دو مدرسه به‌طور قرینه قرار دارد که مدرسه زاویه جنوب شرقی را که حجره‌هایی نیز برای سکونت طلاب دارد، مدرسه ناصری و مدرسه زاویه جنوب غربی را سلیمانیه می‌نامند.
ارتفاع ایوان بزرگ جنوبی مسجد ۳۳ متر است و دو مناره در طرفین آن قرار گرفته‌اند که ارتفاع هر یک از آن‌ها ۴۸ متر است. این دو مناره با کاشی تزیین شده‌اند و نامهای محمد و علی به‌طور تکراری به خط بنایی بر بدنه آن‌ها نقش بسته است. گنبد بزرگ مسجد تزئیناتی از کاشیکاری دارد و نیز داری کتیبه‌ای به خط ثلث سفید بر زمینه کاشی خشت لاجوردی است.
سبک معماری این بنا به شیوه اصفهانی است.

## تزیینات

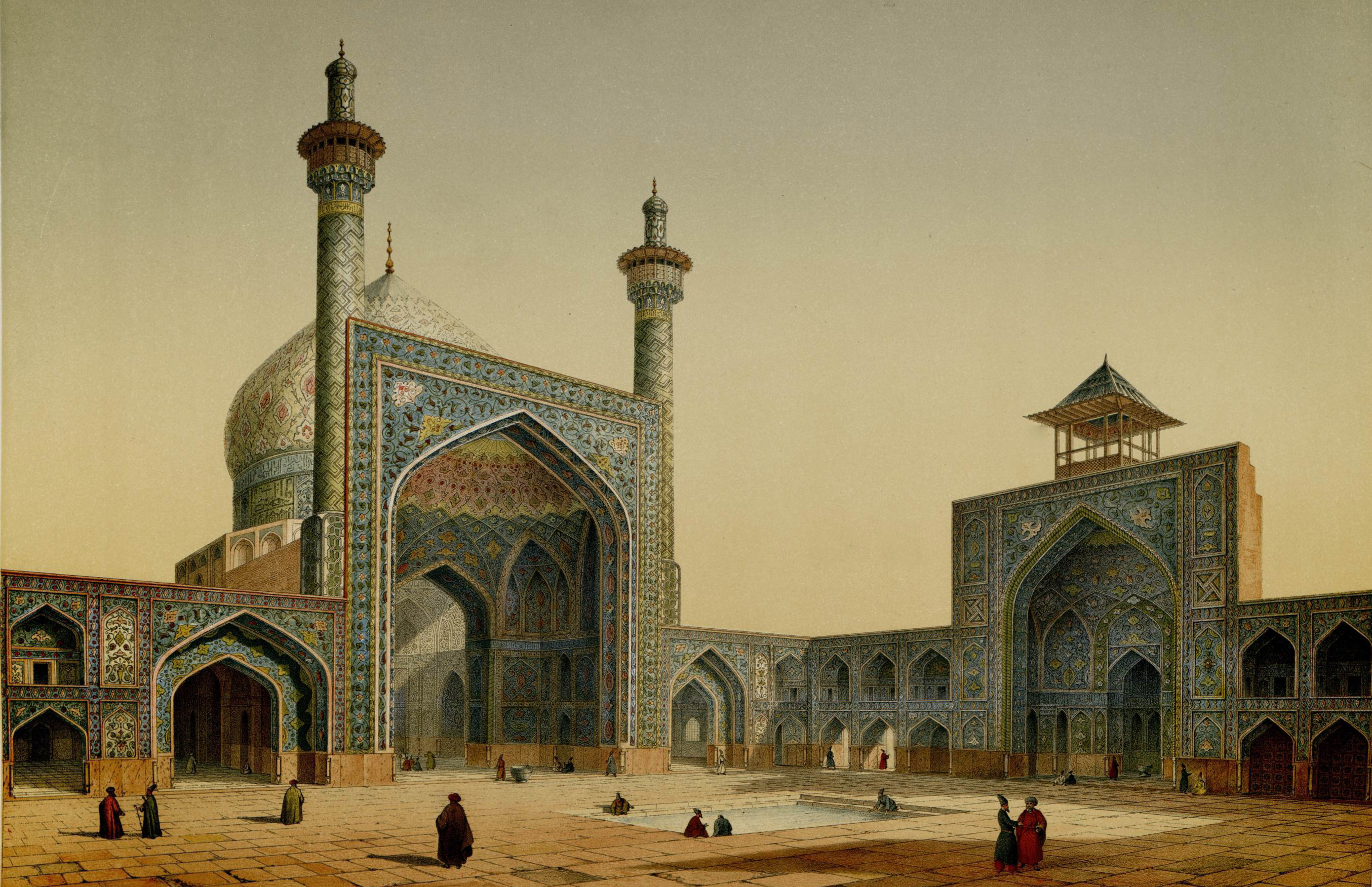
نقاشی از مسجد در سال ۱۲۱۹ هجری خورشیدی (۱۸۴۱ میلادی) اثر پاسکال کوست.

تزیینات عمدهٔ مسجد شاه از کاشی‌های خشت هفت رنگ است. در مدرسهٔ جنوب غربی مسجد، قطعه سنگ ساده‌ای بر روی زمین به شکل شاخص در محلّ معیّنی تعبیه شده است که ظهر حقیقی اصفهان را در چهار فصل سال نشان می‌دهد و شکل ظاهری آن مانند مثلث است و محاسبه آن را شیخ بهائی دانشمند، فقیه و ریاضیدان عهد شاه عبّاس انجام داده است.
کتیبه‌های این مسجد اثر خوشنویسان معروف عهد صفویّه مانند علیرضا عباسی و عبدالباقی تبریزی و محمدرضا امامی است. کتیبه سردر مسجد به خطّ علیرضا عباسی است که تاریخ آن سال ۱۰۲۵ ذکر شده است.
اسپرهای طرفین در ورودی ۸ لوحه با نوشته‌هایی مشکی بر زمینه فیروزه‌ای دارند که در هر یک از این اسپرها، ۴ لوحه کار گذاشته شده. در جلوخان سردر مسجد نیز کتیبه‌هایی با عبارات و اشعاری وجود دارد.
تخت سنگ بزرگی نیز در ضلع غربی جلوخان هست که از نوشته‌های آن تنها بسم الله الرحمن الرحیم به جا مانده است. کتیبه نمای خارجی سردر، خط ثلث سفید بر زمینه کاشی خشت وجود دارد. اشعاری به خط نستعلیق در اصلی مسجد را که پوشش نقره و طلا دارد زینت بخشیده است؛ در این اشعار سال اتمام و نصب در ۱۰۳۸ تا ۱۰۵۲ ذکر شده است؛ اشعار یادشده ۱۶ بیت است که هشت بیت آن بر یک لنگه و هشت بیت دیگر بر لنگه دیگر آن به‌طور برجسته نقش بسته است. این در، در ضلع جنوبی واقع است.

## سنگاب‌ها
مجموعاً هفت سنگاب در مسجد شاه وجود دارد.
۱—سنگاب در ورودی: این سنگاب بر روی پایه‌ای هشت‌ضلعی در برابر درِ ورودی مسجد قراردارد، و از سنگ یشم ساخته‌شده است. کتیبه‌ای بر روی این سنگاب وجود ندارد، و بر سطح خارجی آن، با فاصله‌ای از لبه، نقشهای برجسته گل و بته کنده‌کاری شده است. از اواخر دهه ۱۳۷۰ حفاظی چوبی برای جلوگیری از آسیب‌های احتمالی دور سنگاب نصب شده‌بود که در سال ۱۳۸۹ با حفاظی شیشه‌ای تعویض شد. با وجود حفاظ امکان لمس سنگاب وجود ندارد.
۲—سنگاب چهلستون غربی: این سنگاب هم از سنگ یشم ساخته‌شده و بر پایه‌ای هشت ضلعی در میان دو مربع سنگی پاشویه‌دار قرارگرفته است. علاوه بر نقش‌های گل و بته در سطح خارجی سنگاب، در اطراف لبه آن اشعاری به خط نستعلیق به صورت برجسته کنده‌کاری شده است، و در بین بیت‌های شعر اصلی، جملات شعرگونه دیگری در وصف علی نگاشته شده‌اند. متن اشعار به این قرار است:
| چون به فرمان سلیمان شاه جهان     |  | آنکه باشد فلکش از مه نو حلقه به گوش |
| علی حبه جنه                      |  |                                     |
| شاه جم‌جاه کز آوازه آب تیغش       |  | شد به کانون جهان آتش بیدار خموش     |
| قسیم النار و الجنه               |  |                                     |
| گشت در مسجد شاه این قدح آب تمام  |  | که ز هم چشمی او جام بیامد به خروش   |
| وصی المصطفی حقاً                  |  |                                     |
| نیست بر ساغر زرین فلک چشمک‌زن     |  | بسکه موجش شده چون آب گهربار ز نوش   |
| امام‌الانس و الجنه                |  |                                     |
| گرچه سرپوش به دریا نتوان پوشیدن  |  | لیک بر شهرت بحرست حبابش سرپوش       |
| یا قاهرالعدوّ                     |  |                                     |
| حضر چون وصف روان‌بخشی این آب شنید |  | گفت با آب بقا آب رخ خود مفروش       |
| یا والی‌الولی                     |  |                                     |
| چون به یاد شهدا آبخوری می‌گوید    |  | لب باز قدح او که به جان بادت نوش    |
| یا مظهرالعجایب                   |  |                                     |
| فکر سامی پی تاریخ به هر سو می‌گشت |  | گفتمش زمزمی از کعبه ثانی زده جوش    |
| یا مرتضی علی ۱۰۹۵                |  |                                     |

بر اساس این شعر، سنگاب در زمان شاه سلیمان و در تاریخ ۱۰۹۵ (قمری) برابر با ۱۰۶۳ (خورشیدی) ساخته‌شده است. با استفاده از حساب ابجد، جمله «زمزمی از کعبه ثانی زده جوش» هم همین تاریخ را بدست می‌دهد.
۳—سنگاب چهلستون شرقی: این سنگاب از جنس سنگ آهک است و به این دلیل دارای نقش و رگه‌های طبیعی است. پایه آن هشت‌گوش است و در میان دو پاشویه چهارگوش قراردارد.
۴—سنگاب گنبد غربی: این سنگاب از جنس سنگ مرمر است و پایه‌ای چهارگوش دارد که در میان دو پاشویه قرار گرفته است. آب اضافی که از سنگاب بیرون می‌ریخته در پاشویه‌ها جمع می‌شده است. به علت نرم بودن جنس سنگ مرمر، در طول زمان مردم یادگاریهایی بر روی این سنگاب نوشته‌اند.
۵—سنگاب گنبد شرقی: این سنگاب قرینه سنگاب گنبد غربی است، و دارای همان جنس، شکل، و خصوصیات نصب است.
۶—در دالان مشرف به حیاط در گوشه جنوب غربی مسجد سنگابی وجود دارد که این جملات بر روی آن حک شده‌اند: «وقف حضرت امام حسین کرد این حوض را هرکه طمع کند به لعنت خدا گرفتار شود. سنه ۱۹۰۱». به نظر می‌رسد که سنگتراش تاریخ را اشتباه حکاکی کرده‌باشد و تاریخ درست احتمالاً سال ۱۰۹۱ (قمری) است که برابر سال ۱۰۵۹ (خورشیدی) و مصادف با حکومت شاه سلیمان خواهد بود.
۷—در انتهای شرقی مدخل اصلی مسجد سنگاب دیگری قرار دارد که شبیه به سنگاب دالان جنوب غربی است، و دارای چند نقش ساده و ناقص بر بدنه و برجستگی جای کاسه آب است. این سنگاب بر روی پایه گردی قراردارد.

## رخدادهای تاریخی عصر مشروطه
۱. به دست گرفتن کنترل این مسجد توسط مجاهدان شهری اصفهان به رهبری آقانجفی و حاج آقا نورالله نجفی اصفهانی و کانون درگیری‌های مسلحانه با سربازان حاکم قجری اصفهان که در نهایت با ورود مجاهدین بختیاری به سرپرستی ضرغام السلطنه منجر به سقوط حکومت استبداد و فتح اصفهان گردید. (در سال ۱۳۲۵ قمری و در اواخر دوران استبداد صغیر)
۲. تحصن مردم اصفهان علیه ظل السلطان حاکم قاجاری اصفهان در پی قتل مونس السلطنه (مادر صارم الدوله) به دست صارم الدوله. صارم الدوله فرزند ظل السلطان بود که مادرش را که به خانه حاج آقا نورالله نجفی اصفهانی پناه آورده بود با شلیک گلوله در آن خانه کشت. این واقعه خشم مردم اصفهان را برانگیخت. (۱۳۲۵ قمری)

## امامان جمعه و جماعت

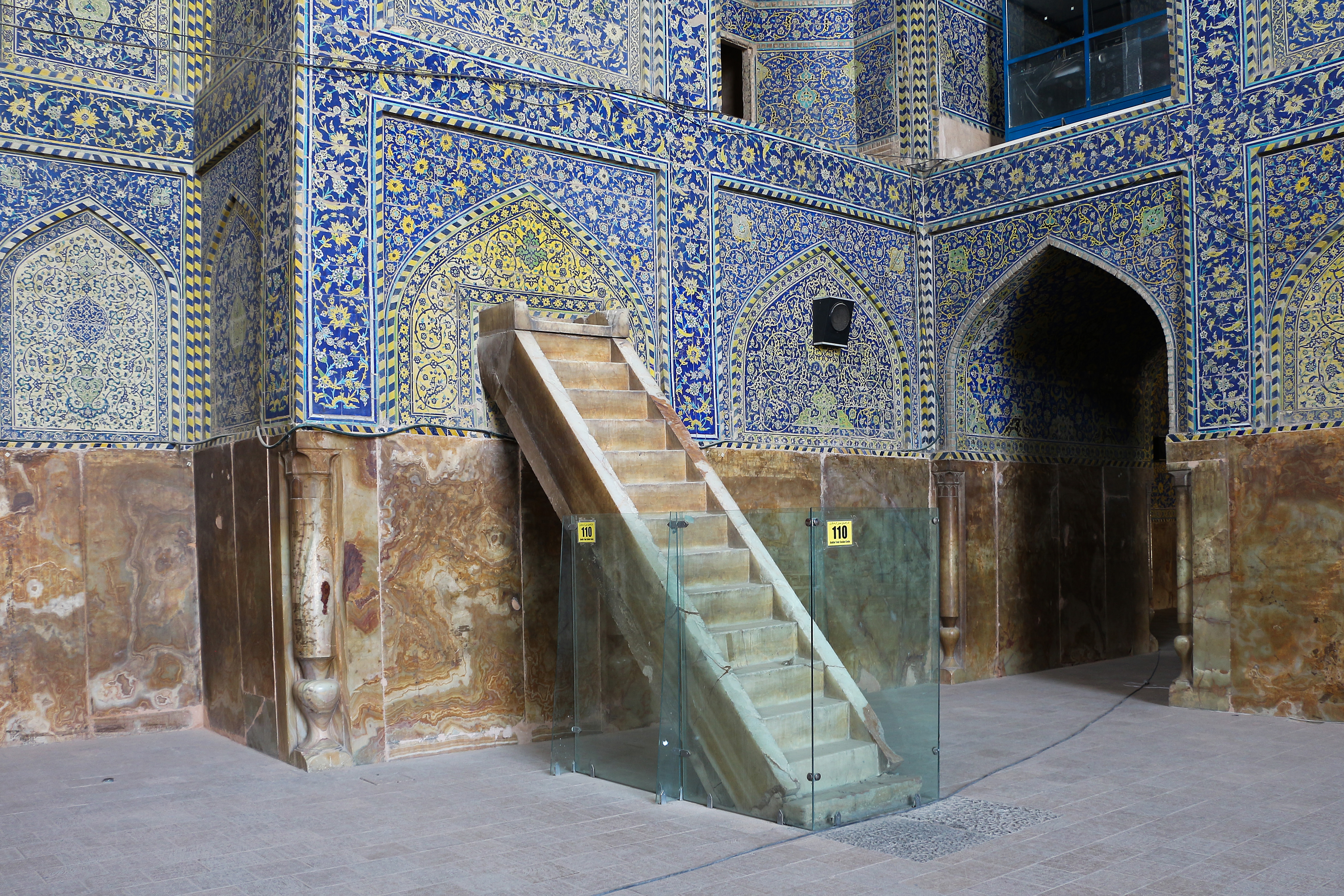
منبر

میرجمال‌الدین کاشی، محقق سبزواری، شیخ بهایی، ملا محسن فیض کاشانی، محمدتقی مجلسی، محمدباقر مجلسی، محمدصالح خاتون‌آبادی، محمدحسین خاتون‌آبادی، میرمحمدحسین سلطان‌العلما، سید جلال‌الدین طاهری و سید علی قاضی عسکر در این مسجد به امامت جمعه و جماعت و همچنین ایراد خطبه و تدریس می‌پرداخته‌اند.

## حواشی اخیر
از بیست‌وسوم تیرماه ۱۴۰۱ که تصویر گنبد مسجد جامع عباسی، پیش و پس از مرمت اخیر، کنار هم گذاشته و در شبکه‌های اجتماعی منتشر شد، نقد و نظرات گوناگونی در رسانه‌های مختلف، دربارهٔ مرمت آن منتشر گردید. جمعی از استادان دانشگاه و متخصصان معماری و مرمت، با امضای نامه‌ای خواستار توقف مرمت گنبد مسجد جامع عباسی تا انجام تحقیقات بیشتر، پس از اخذ نظر خبره‌ترین صاحب‌نظران ملی و بین‌المللی دراین‌باره شدند.

## نگارخانه

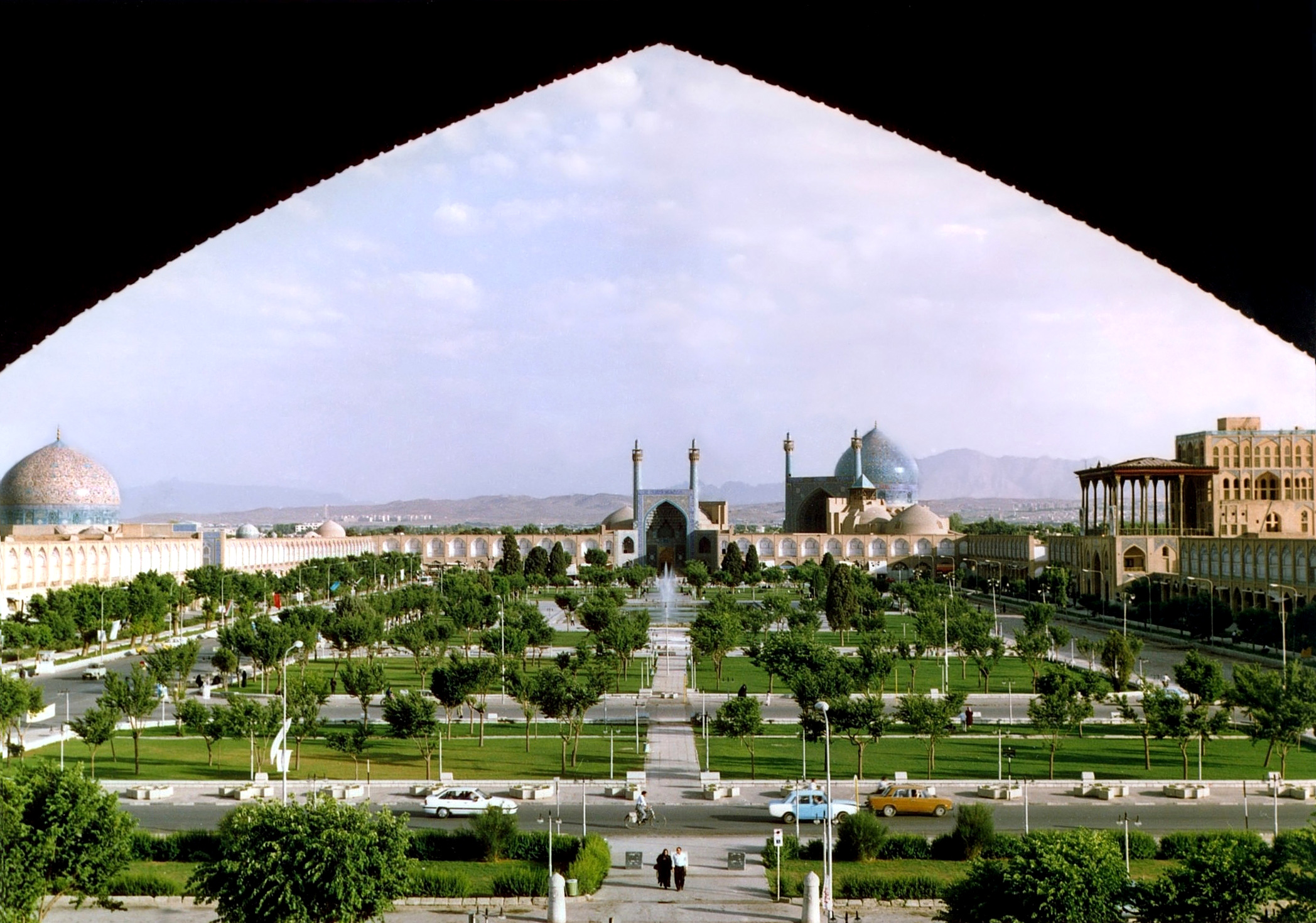
مسجد جامع عباسی در میانه نگاره واقع در میدان نقش جهان
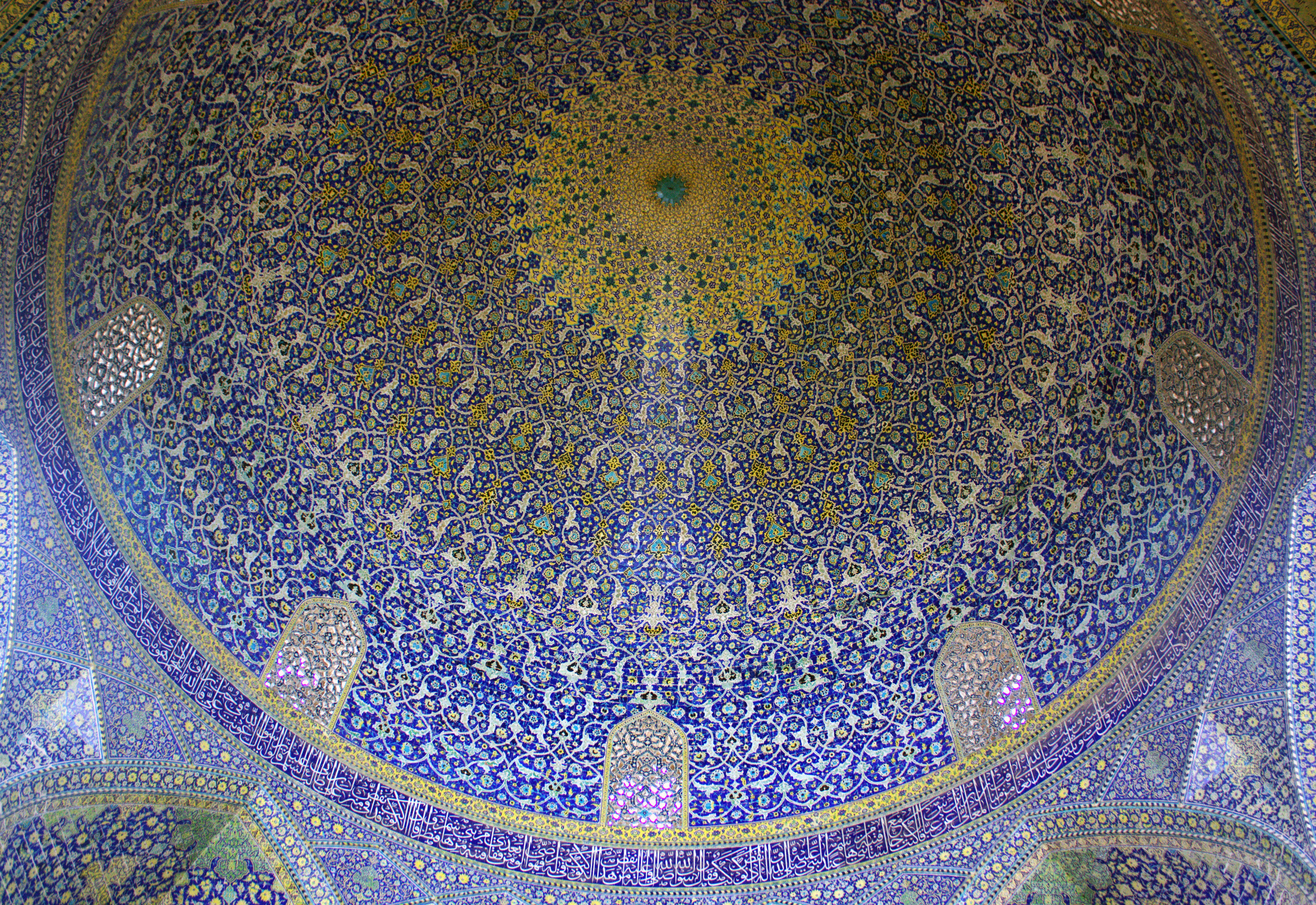
درون گنبد اصلی
منبر مسجد جامع عباسی
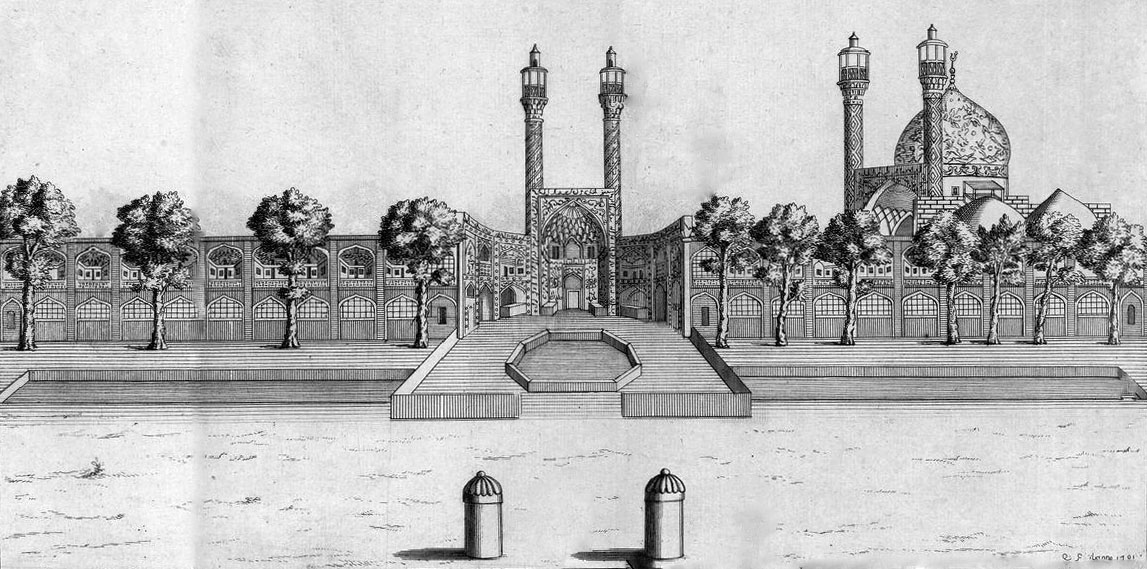
نقاشی از «مسجد جامع عباسی» در سده هفدهم میلادی اثر ژان شاردن
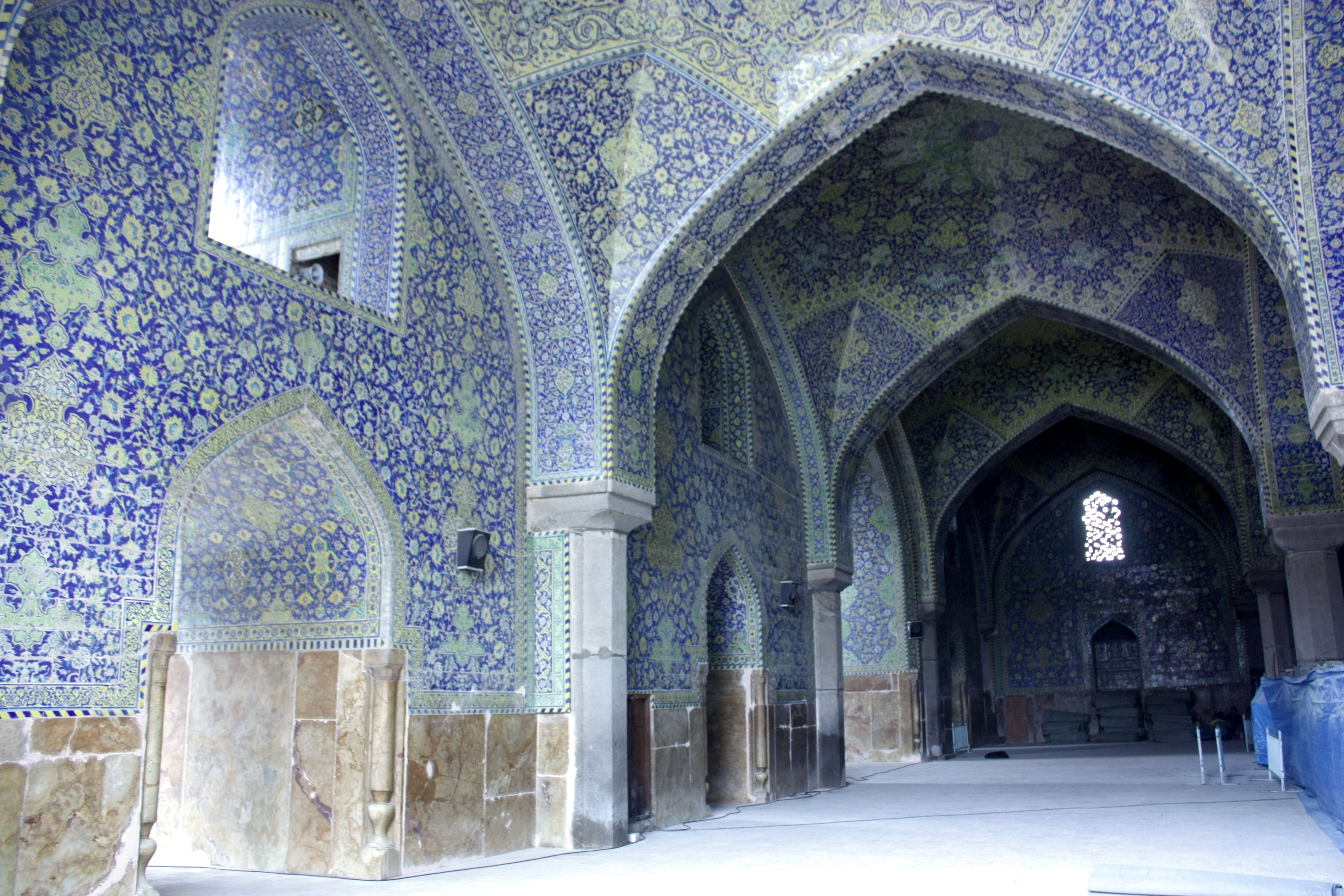
نمای داخلی مسجد جامع عباسی
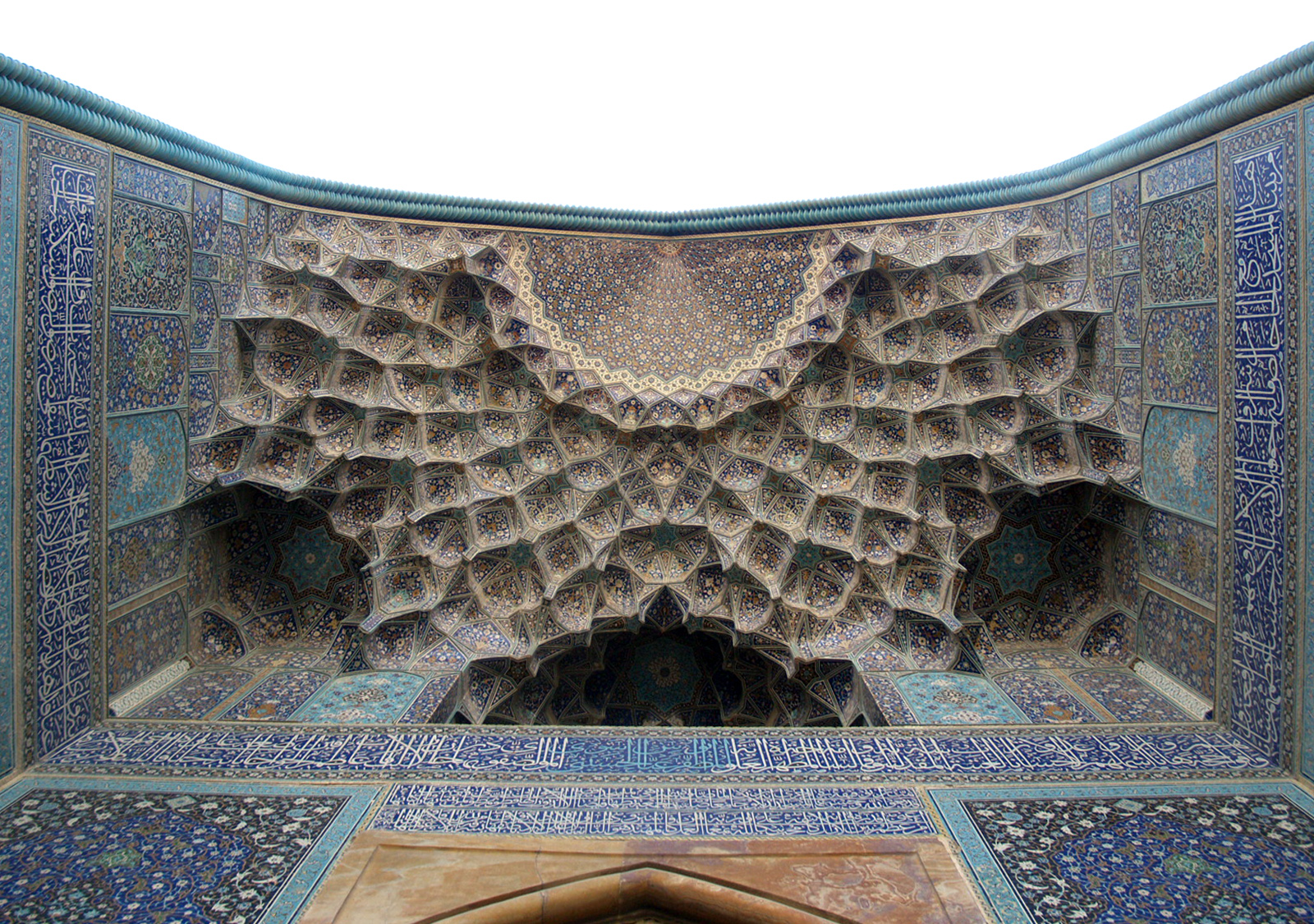
مقرنس سردر ورودی مسجد جامع عباسی
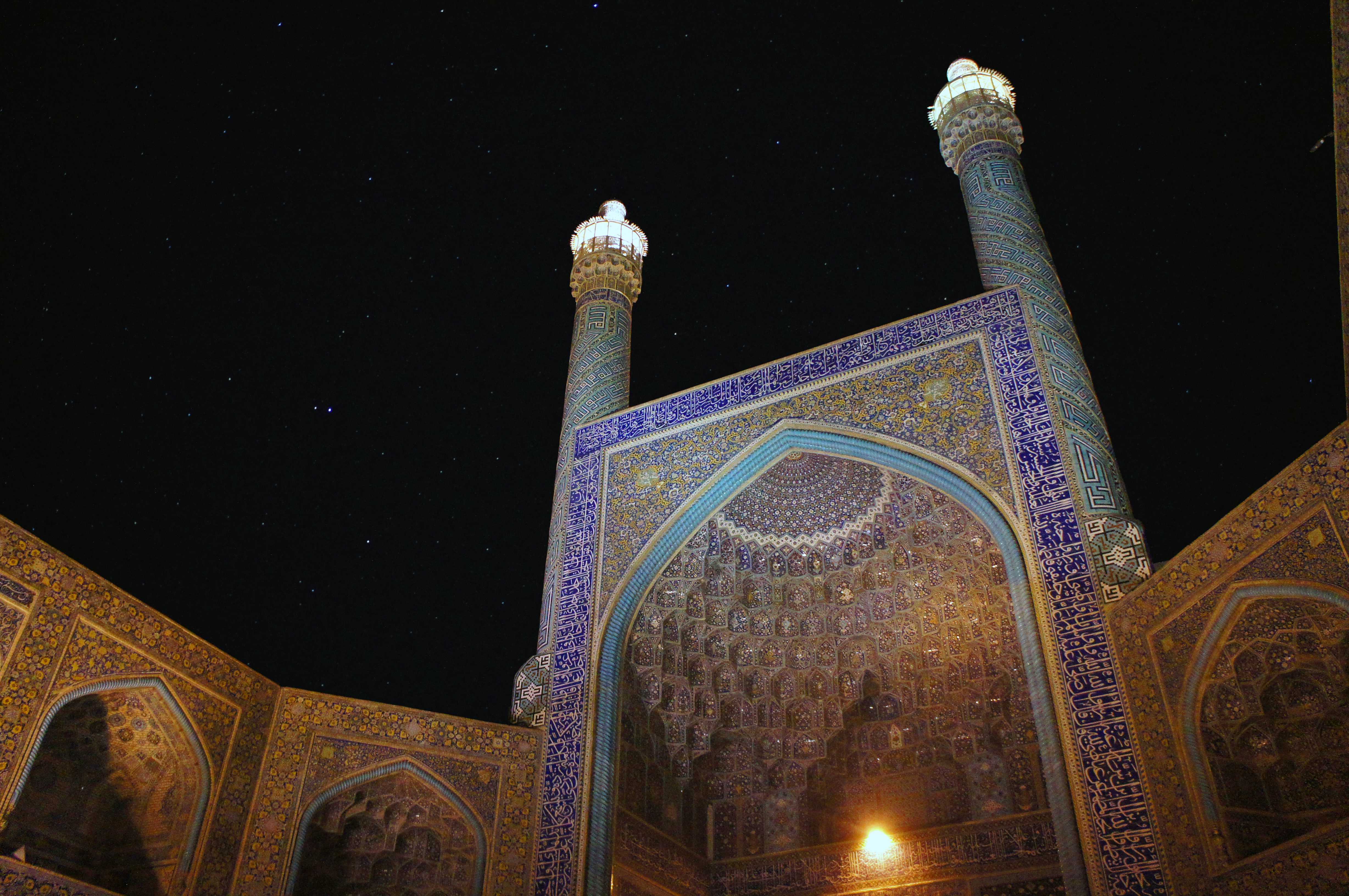
گنبد و منارهٔ مسجدجامع عباسی
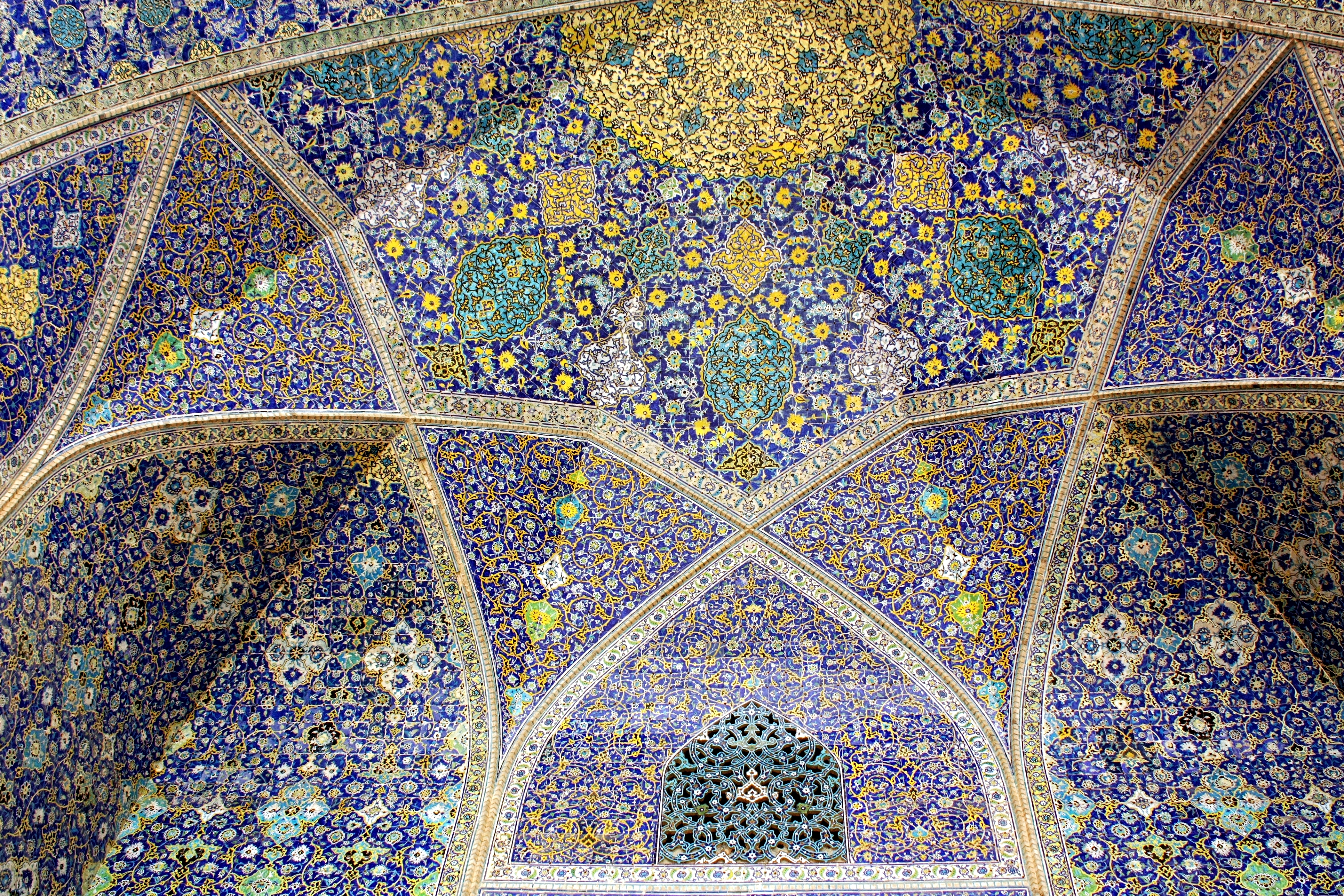
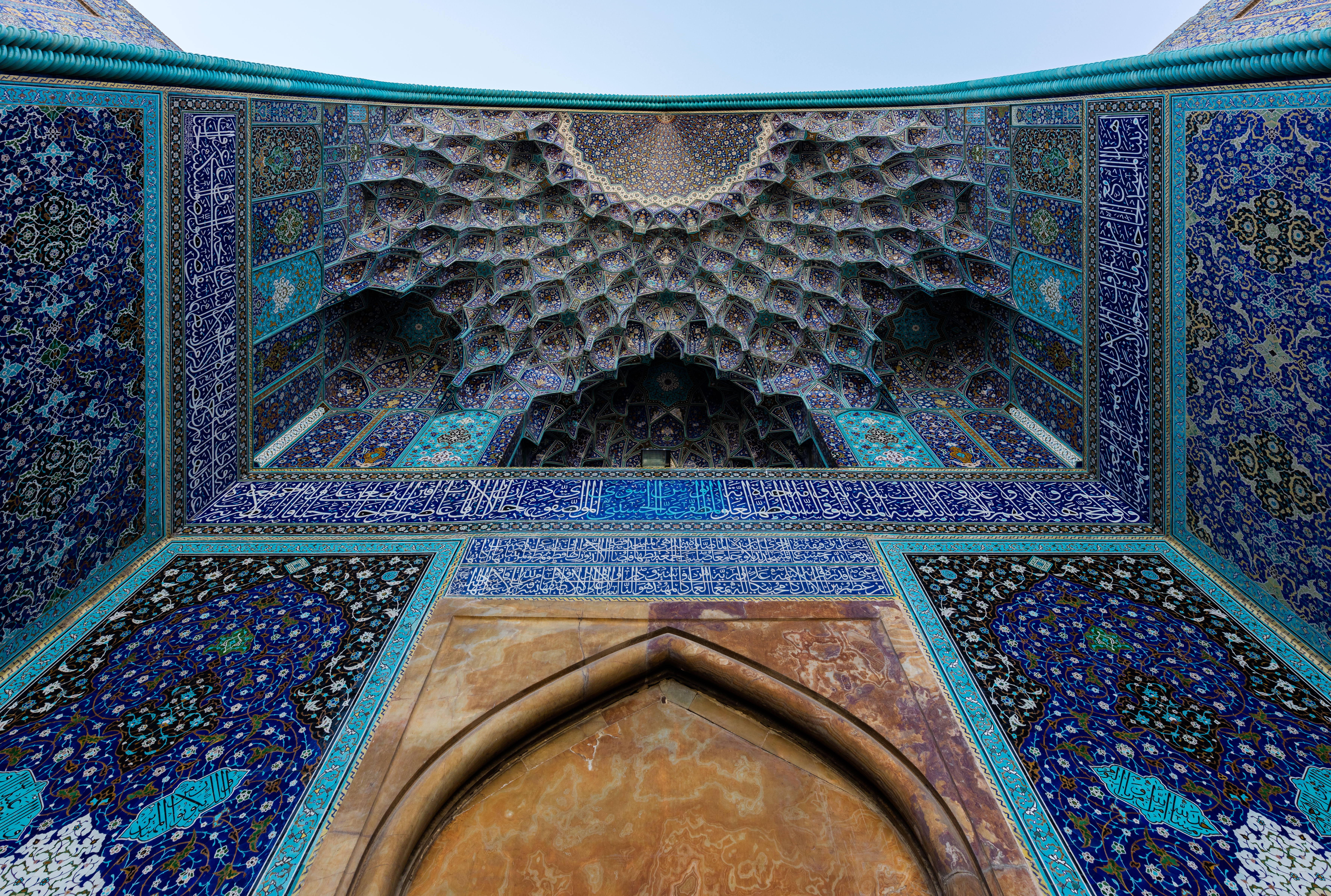
مقرنس سردر ورودی به مسجد شاه
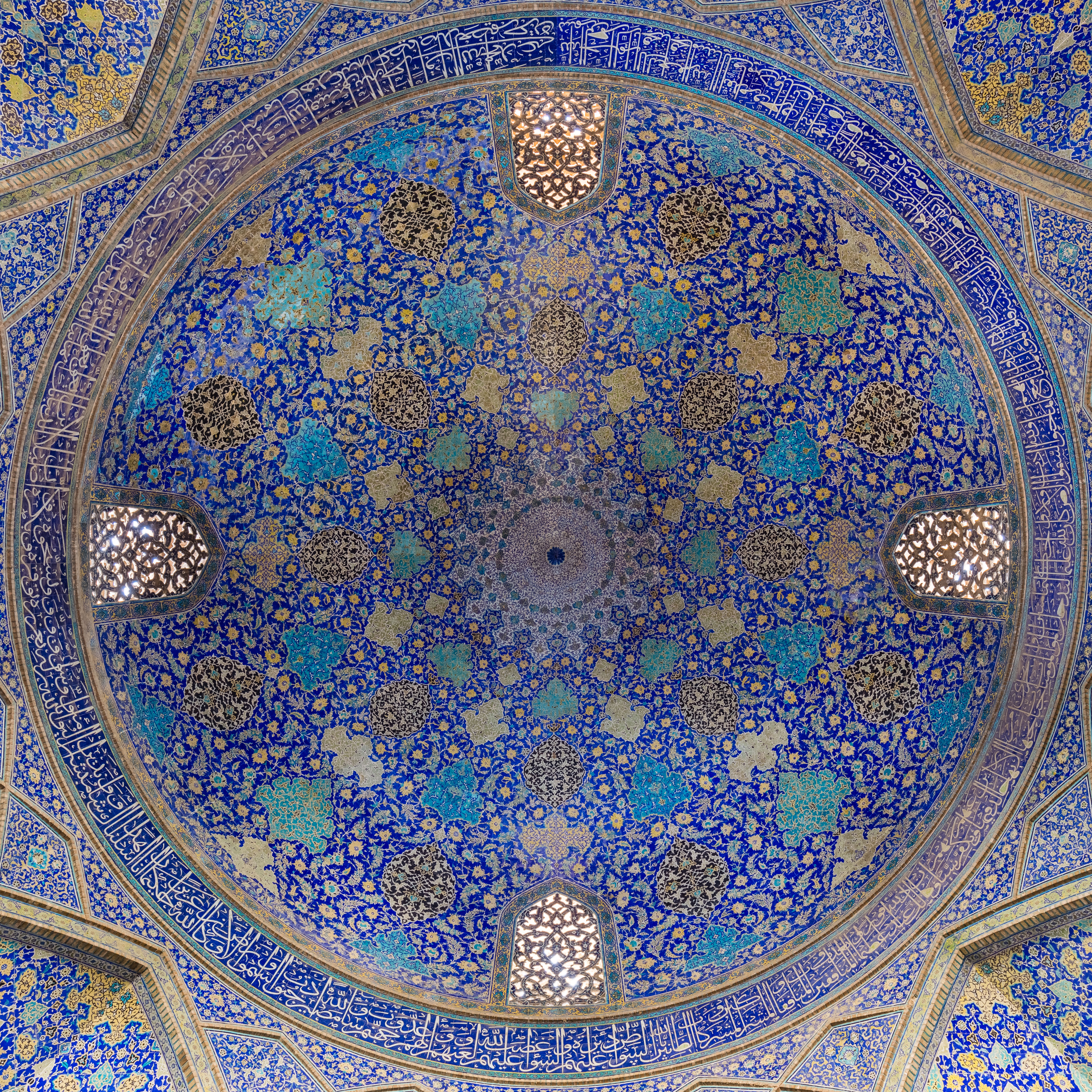
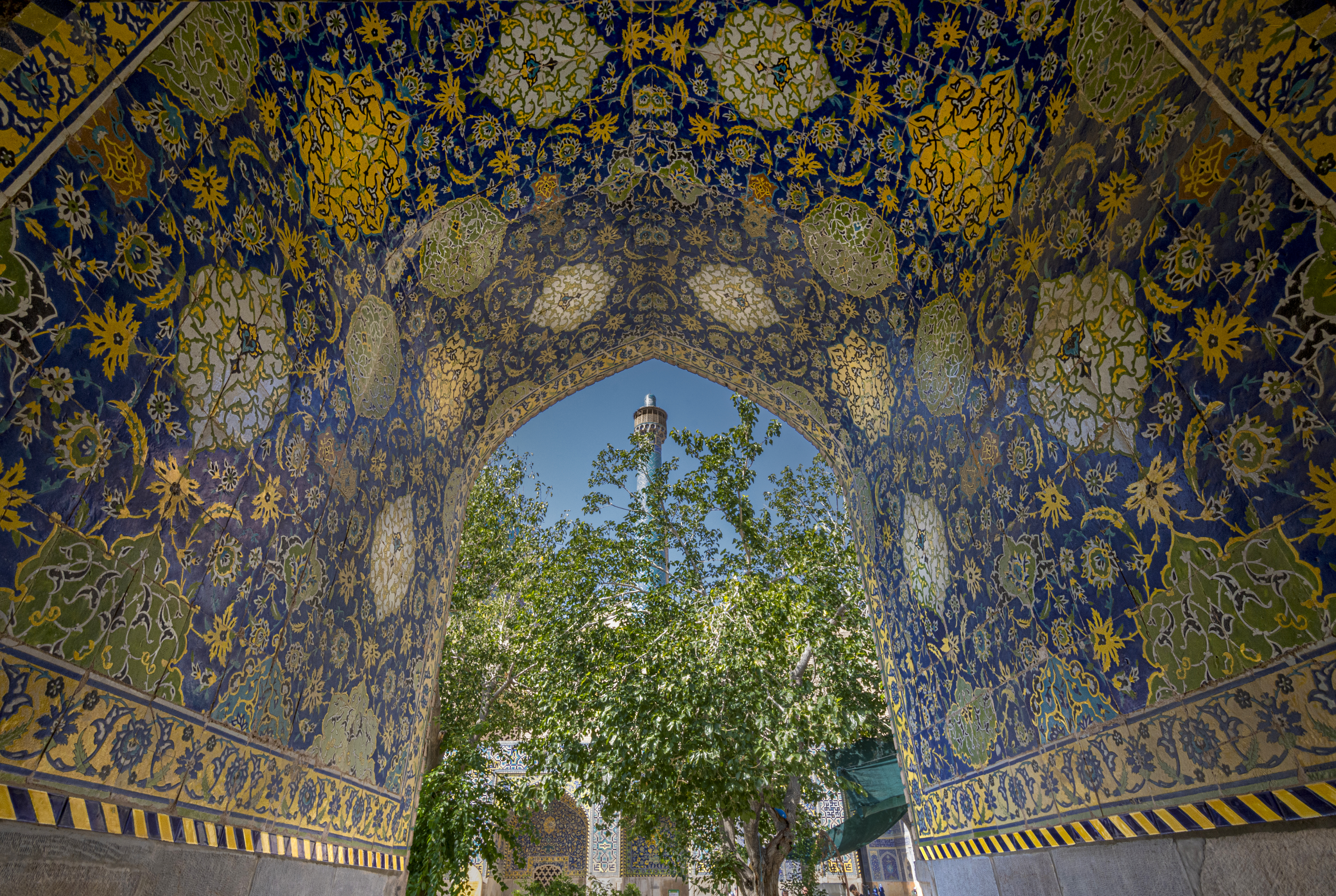
نگارگری دیوارهای مسجد
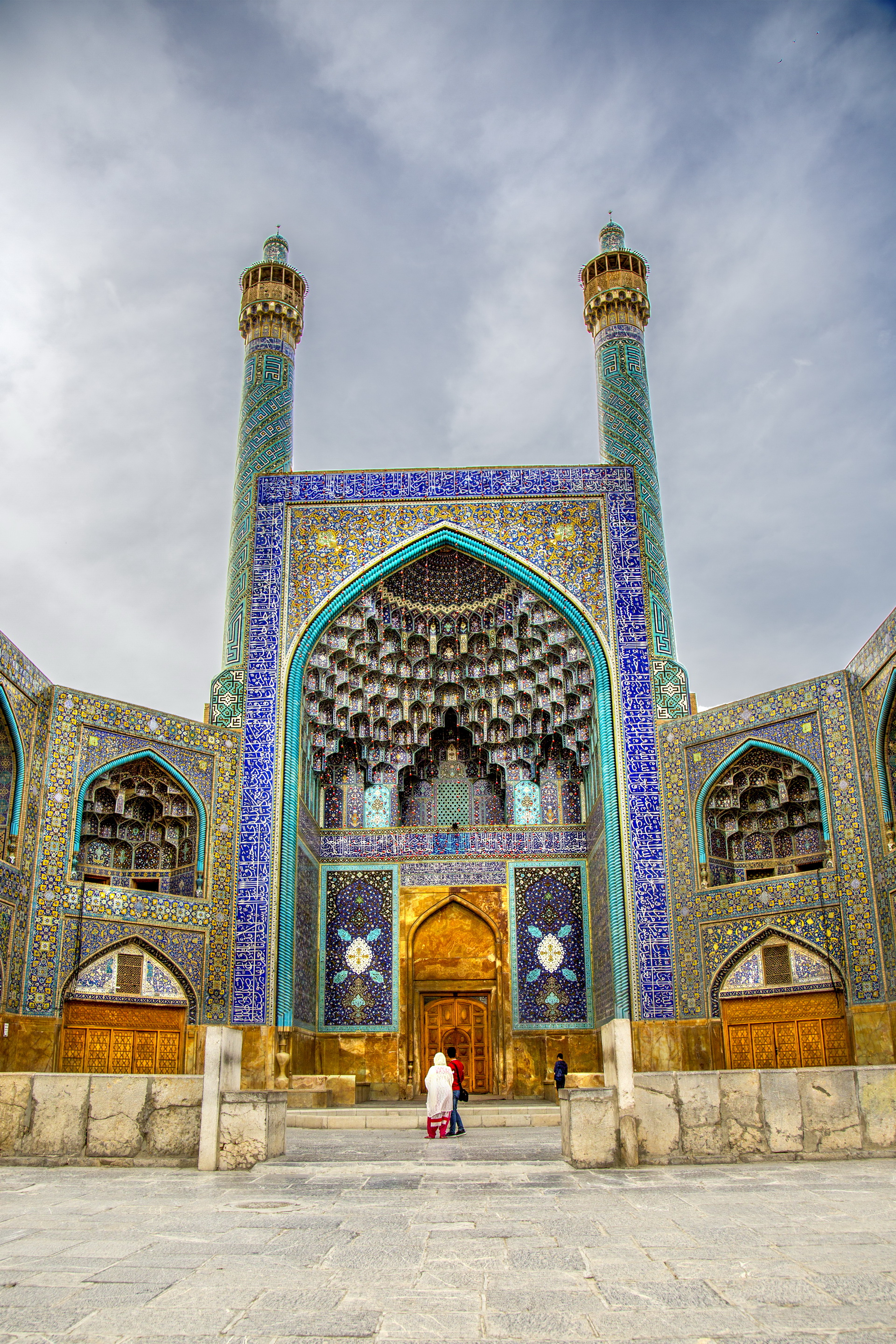
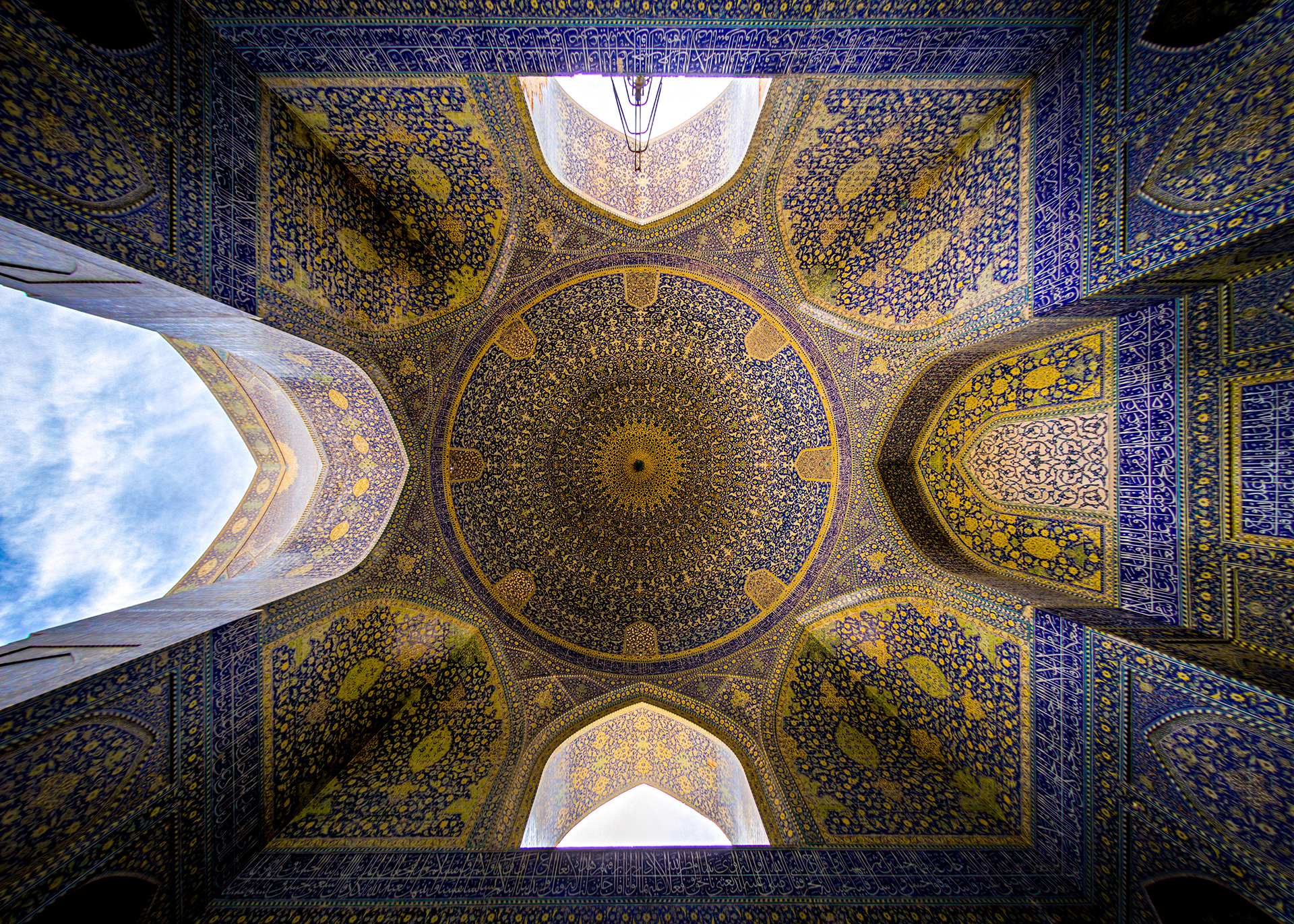